# 沈岳澤
沈岳澤（1986年6月5日—），現名沈士榮，為台灣的棒球選手之一，守備位置為外野手。曾於2011年季末選秀會為兄弟象隊以第八輪選中，然簽下二軍合約且無簽約金後於2012年1月自請離隊，同年四月參加興農牛隊自辦測試會亦無結果。之後於2012年底與2014年中參與兩次選秀會，皆告落選。

## 經歷
- 台北市福林國小少棒隊
- 台北市華興中學青少棒隊
- 台北市開南商工青棒隊
- 開南管理學院棒球隊
- 開南大學棒球隊（維輪實業）
- 台北市成棒隊（2009年4月4日－2011年10月24日）
- 崇越科技棒球隊（2011年11月－2011年12月、2012年7月～10月）
- 中華職棒兄弟象隊（2012年1月）
- 台北市陽明高中青棒隊教練（2013年3月～2014年）

## 職棒生涯成績
- 未於中華職棒一軍出場

## 外部連結
- 沈岳澤在台灣棒球維基館上的頁面（繁體中文）